# MV Dali
O MV Dali é um navio porta-contêineres registrado em Singapura e completado em 2015 e foi adquirido pela empresa Grace Ocean Pte Ltd. em março de 2024, essa embarcação e fretada pela Maersk e gerenciado pela Synergy Marine Group.
No dia 26 de março de 2024 ele colidiu com a Ponte Francis Scott Key em Baltimore, Maryland, Estados Unidos causando uma catastrófica falha estrutural na ponte.